# Torenia travancorica
Torenia travancorica är en tvåhjärtbladig växtart som beskrevs av James Sykes Gamble. Torenia travancorica ingår i släktet Torenia och familjen Linderniaceae. Inga underarter finns listade i Catalogue of Life.